# كليف برايس
كليف برايس (بالإنجليزية: Cliff Price)‏ (13 يونيو 1900 في المملكة المتحدة - ) هو لاعب كرة قدم بريطاني في مركز مهاجم داخلي. لعب مع ليستر سيتي ونادي ساوثهامبتون ونوتينغهام فورست ونادي هاليفاكس تاون وLoughborough Corinthians F.C. ‏ ونونيتون بورو ‏.